# Fernando Monacelli
Fernando Monacelli (Bahía Blanca, 9 de diciembre de 1966) es un escritor y periodista argentino, graduado en la Universidad Católica Argentina, es secretario de Redacción del diario La Nueva Provincia desde 1999 donde escribe su columna semanal "La Palabra Injusta".

## Formación
Se formó en la escuela de Adolfo Bioy Casares, participó durante años en los talleres de su discípulo, Jorge Torres Zavaleta. Es uno de los más destacados exponentes de la nueva escuela de la literatura argentina a la cual el escritor y periodista español Juan Cruz Ruiz definió como "autores hablando con su territorio en una actitud rabiosamente existencialista".

## Premios y distinciones
Ha sido finalista en dos oportunidades de los premios Nación y  Clarín de Novela. En 2012 obtuvo el primer premio Clarín de Novela, en su 15.ª edición por su novela "Sobrevivientes", galardonada entre 526 trabajos.

## Obra
- Libro de Vuelo, Grupo Editor Latinoamericano, 1991,Buenos Aires.
- La Mirada del Ciervo, Mondadori, 2008, Buenos Aires.
- Sobrevivientes, Alfaguara, 2012, Buenos Aires.
- "Enredados en Yáñez", Ediuns 2015, Bahía Blanca